# ブーメラン (エリック・サーデの曲)
「ブーメラン」（Boomerang）は、スウェーデンの歌手エリック・サーデの9作目のプロモーションシングル。

## 概要
アルバム「フォーギブ・ミー」からの7作目のシングル(EPを含む)。

## 収録曲
1. ブーメラン "Boomerang"